# Ukołowo (obwód smoleński)
Ukołowo (ros. Уколово) – wieś (ros. деревня, trb. dieriewnia) w zachodniej Rosji, w osiedlu wiejskim Prigorskoje rejonu smoleńskiego w obwodzie smoleńskim.

## Geografia
Miejscowość położona jest w dorzeczu Dniepru, 6,5 km od drogi federalnej R120 (Orzeł – Briańsk – Smoleńsk – Witebsk), 25 km od drogi magistralnej M1 «Białoruś», 9 km od centrum administracyjnego osiedla wiejskiego (Prigorskoje), 18 km od Smoleńska, 3,5 km od stacji kolejowej (Tyczinino).
W granicach miejscowości znajdują się ulice: Dorożnaja, Dorożnyj pierieułok, Sadowaja, Sadowyj pierieułok, Wiesiennaja.

## Demografia
W 2010 r. miejscowości nikt nie zamieszkiwał.